# Malacosaccus coatsi
Malacosaccus coatsi är en svampdjursart som beskrevs av Topsent 1910. Malacosaccus coatsi ingår i släktet Malacosaccus och familjen Euplectellidae. Inga underarter finns listade i Catalogue of Life.